# العلاقات السودانية الكندية
العلاقات السودانية الكندية هي العلاقات الثنائية التي تجمع بين السودان وكندا.

## مقارنة بين البلدين
هذه مقارنة عامة ومرجعية للدولتين:
| وجه المقارنة                                              | السودان                     | كندا                     |
| --------------------------------------------------------- | --------------------------- | ------------------------ |
| المساحة (كم2)                                             | 1.89 مليون                  | 9.98 مليون               |
| عدد السكان (نسمة)                                         | 40.53 مليون                 | 35.70 مليون              |
| الكثافة السكانية (ن./كم²)                                 | 21.44                       | 3.58                     |
| العاصمة                                                   | الخرطوم                     | أوتاوا                   |
| اللغة الرسمية                                             | اللغة العربية، لغة إنجليزية | لغة إنجليزية، لغة فرنسية |
| العملة                                                    | جنيه سوداني                 | دولار كندي               |
| الناتج المحلي الإجمالي (بليون دولار)                      | 117.49 مليار                | 1.65 تريليون             |
| الناتج المحلي الإجمالي (تعادل القوة الشرائية) بليون دولار | 176.55 مليار                | 1.59 تريليون             |
| الناتج المحلي الإجمالي الاسمي للفرد دولار أمريكي          | 2.41 ألف                    | 43.25 ألف                |
| الناتج المحلي الإجمالي للفرد دولار أمريكي                 | 4.07 ألف                    | 45.07 ألف                |
| مؤشر التنمية البشرية                                      | 0.479                       | 0.913                    |
| رمز المكالمات الدولي                                      | +249                        | +1                       |
| رمز الإنترنت                                              | سودان                       | .ca                      |
| المنطقة الزمنية                                           | ت ع م+03:00، ت ع م+02:00    |                          |

## منظمات دولية مشتركة
يشترك البلدان في عضوية مجموعة من المنظمات الدولية، منها:
| علم المنظمة | اسم المنظمة                               | تاريخ انضمام السودان | تاريخ انضمام كندا |
| ----------- | ----------------------------------------- | -------------------- | ----------------- |
|             | مؤسسة التنمية الدولية                     | 24 سبتمبر 1960       | 24 سبتمبر 1960    |
|             | البنك الإفريقي للتنمية                    | ?                    | ?                 |
|             | مؤسسة التمويل الدولية                     | 21 أكتوبر 1960       | 20 يوليو 1956     |
|             | منظمة حظر الأسلحة الكيميائية              | ?                    | ?                 |
|             | الأمم المتحدة                             | 12 نوفمبر 1956       | 9 نوفمبر 1945     |
|             | الاتحاد الدولي للاتصالات                  | 23 أكتوبر 1957       | 1 يوليو 1908      |
|             | منظمة الشرطة الجنائية الدولية             | ?                    | ?                 |
|             | البنك الدولي للإنشاء والتعمير             | 5 سبتمبر 1957        | 27 ديسمبر 1945    |
|             | الاتحاد البريدي العالمي                   | ?                    | ?                 |
|             | المركز الدولي لتسوية المنازعات الاستشارية | 9 مايو 1973          | 1 ديسمبر 2013     |
|             | وكالة ضمان الاستثمار متعدد الأطراف        | 7 نوفمبر 1991        | 12 أبريل 1988     |
|             | يونسكو                                    | 26 نوفمبر 1956       | 4 نوفمبر 1946     |
|             | الفريق المعني برصد الأرض                  | ?                    | ?                 |

## أعلام
هذه قائمة لبعض الشخصيات التي تربطها علاقات بالبلدين:
- عبد الله ذا بوتشر (مصارع محترف كندي، 11 يناير 1941 – )
- فرانسيس دينق (دبلوماسي سوداني، 1938[18][19] – )

## وصلات خارجية
- موقع وزارة الخارجية السودانية
- موقع وزارة الخارجية الكندية